# Pogusch
Der Pogusch ist ein 1059 m ü. A. hoher Alpenpass in der Obersteiermark. Der Pass stellt die Verbindung zwischen den Gemeinden Turnau und Sankt Lorenzen im Mürztal her.

## Geschichte
Das früheste Schriftzeugnis ist von 1280–1295 und lautet „am Pokus“. Der Name geht auf altslawisch pogošta (Gaststätte, Unterkunft) zurück. Der Flurname ging auf den Pass über.

## Infrastruktur
Auf der Passhöhe befindet sich das Wirtshaus „Steirereck am Pogusch“.